# Дачный (Челябинская область)
Дачный — посёлок в Троицком районе Челябинской области. Посёлок Кособродского сельского поселения.

## География
Расположен в центральной части района, на берегу р. Санарки. Рельеф равнинный (Западно-Сибирская равнина); ближайшая выс.— 268 м. Ландшафт — лесостепь.

## Население
| 2002 | 2010 |
| ---- | ---- |
| 138  | ↘105 |

По данным Всероссийской переписи, в 2010 году численность населения посёлка составляла 105 человек.
Население 105 чел. (в 1928—132, в 1971—375, в 1983—386, в 1995—140).

## История
Посёлок основан в 1920-х гг. при санатории для больных туберкулезом «Кособродский» (в 1994 санаторий ликвидирован).
В поселке находится Парк Дача Купца Яушева.

## Транспорт
Посёлок связан шоссейными и грунтовыми дорогами с соседними населёнными пунктами. Расстояние до районного центра (Троицк) 50 км, до центра сельского поселения (пос. Целинный) — 5 км.

## Улицы
- Майский переулок
- Набережная улица
- Парковая улица
- Речная улица
- Трудовая улица